# Jan Willem Hendrik Rutgers van Rozenburg (1830-1902)
Jonkheer Jan Willem Hendrik Rutgers van Rozenburg (Amsterdam, 10 augustus 1830 - aldaar, 31 oktober 1902) was een Nederlands politicus.
Rutgers van Rozenburg was een Amsterdams Kamerlid, dat fel de RK- en antirevolutionaire afgevaardigden bestookte. Hij was eerst afgevaardigde voor het district Haarlemmermeer en later voor Amsterdam. Aanvankelijk was hij advocaat, onder meer in Nederlands-Indië, en daarna secretaris en directeur van De Amsterdamsche Kanaalmaatschappij. Hij eindigde zijn politieke loopbaan in de Senaat.
- Biografisch Portaal: 19622321
- International Standard Name Identifier: 0000 0003 9247 0650
- Nederlandse Thesaurus van Auteursnamen: 145486443
- Parlement.com: vg09ll6c14zw
- Virtual International Authority File: 286499227